# Ернст Майстер (награда за поезия)
Литературната награда за поезия „Ернст Майстер“ (на немски: Ernst-Meister-Preis für Lyrik) е учредена през 1981 г. от град Хаген, Северен Рейн-Вестфалия като възпоменание за хагенския поет Ернст Майстер. Наградате се спонсорира и от Културната фондация на Вестфалия.
След 2001 г. отличието се раздава на всеки две до три години. Оттогава по правило голямата награда е в размер на 13 000 €, а поощрителната премия – на 2500 €.
С главната награда се удостоява творба, която „по особен начин дава израз на отговорността към езика и поезията“.

## Носители на наградата (подбор)
- Кристоф Мекел (1981)
- Паул Вюр (1990)
- Оскар Пастиор (1993)
- Михаел Крюгер (1994)
- Луц Зайлер (2003), Улф Щолтерфот (поощрение)
- Ян Вагнер (2005)
- Моника Ринк (2008), Улрике Алмут Зандиг (поощрение)
- Марион Пошман (2011)
- Барбара Кьолер (2018)[1]